# Samantha Quan

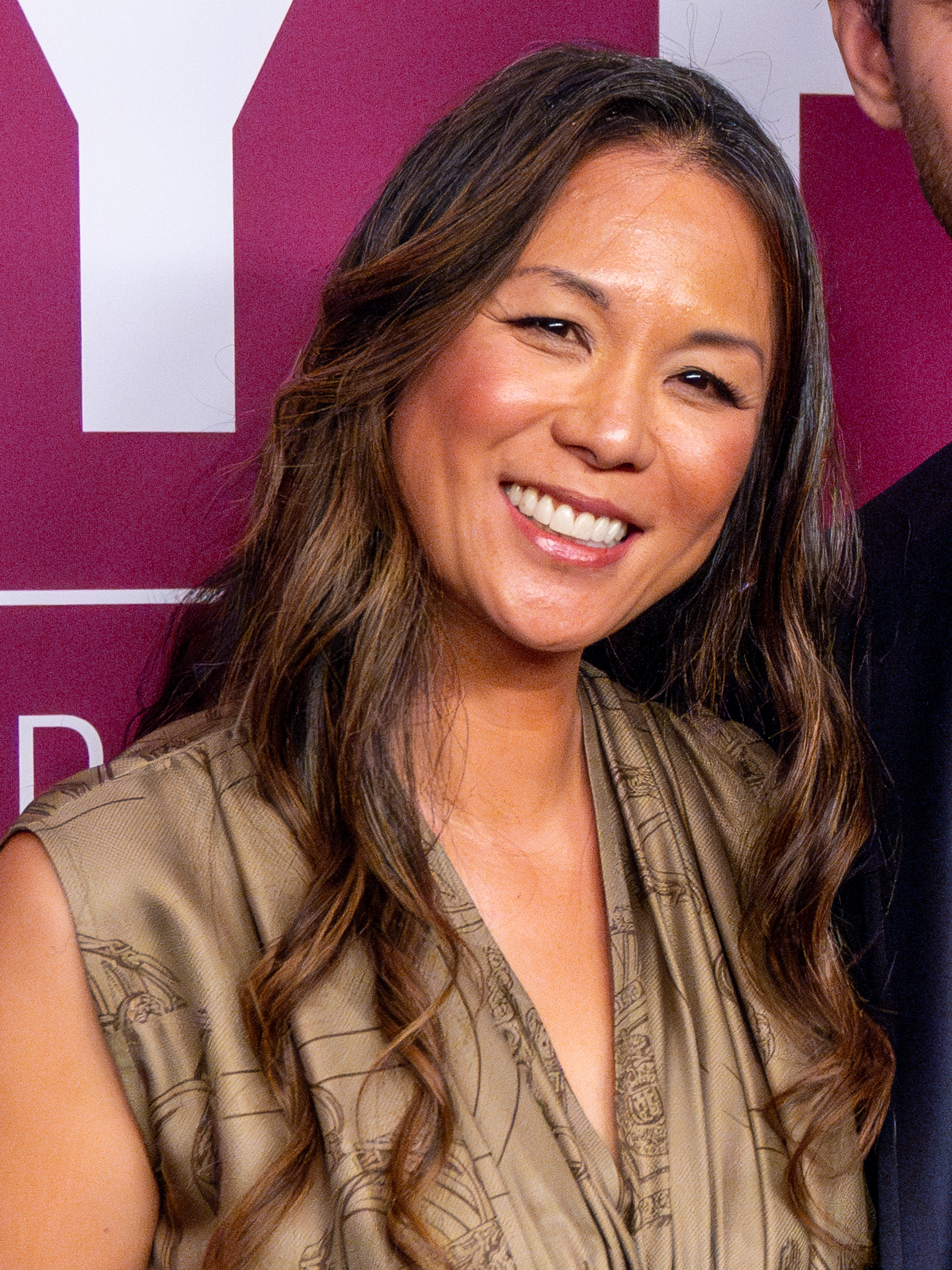
Samantha Quan beim New York Film Festival 2024

Samantha Quan (* 2. September 1975 in Vancouver) ist eine kanadische Filmschauspielerin und Filmproduzentin.

## Karriere
Quan wurde 1975 in Vancouver geboren und begann ihre Filmkarriere 1996 mit dem Kurzfilm Love Taps. Danach war sie hauptsächlich in Nebenrollen in Fernsehserien zu sehen. Längere Auftritte hatte sie nur 2006 in Three Moons Over Milford und 2018 Elementary. Bei der Serie Balls Out war sie 2014 nicht nur als Schauspielerin, sondern auch als Produzentin und Drehbuchautorin beteiligt. Ihre erste große Produktion war 2021 Red Rocket in Kooperation mit Regisseur Sean Baker. Mit ihm entstand auch ihr bisher größter Erfolg Anora, der 2024 veröffentlicht wurde und für den sie zusammen mit Produzent Alex Coco vielfach nominiert wurde.
Dazu kam bei der Oscarverleihung 2025 der Preis für den besten Film. In einem Interview sagte sie, dass sie zusammen mit Baker in Vorbereitung auf den Film viele Geschichten von Prostituierten gesammelt hätten. Ein Ziel des Films sei es gewesen, die Stigmatisierung der Branche zu bekämpfen. In ihrer Oscarrede ermutigte sie junge Filmemacher, ihre Träume zu verfolgen und nicht aufzugeben.
Im Sommer 2025 wurde Quan Mitglied der Academy of Motion Picture Arts and Sciences.

## Filmografie (Auswahl)

### Schauspielerin
- 1996: Love Taps (Kurzfilm)
- 2003: Wie werde ich ihn los – in 10 Tagen?
- 2006: The Achievers
- 2006: Three Moons Over Milford (Fernsehserie, 9 Folgen)
- 2008: CSI: Miami (Fernsehserie, 4 Folgen)
- 2009: Inside the Box (Fernsehfilm)
- 2011: Knots
- 2013: Sake-Bomb
- 2013: Suburgatory (Fernsehserie, 2 Folgen)
- 2014: Balls Out (Fernsehserie: Schauspiel, Produktion, Buch, 3 Folgen)
- 2017: Good Grief
- 2018: Elementary (Fernsehserie, 5 Folgen)
- 2020: Home Before Dark (Fernsehserie, 3 Folgen)
- 2021: Wirting Around the Christmas Tree (Fernsehfilm)

### Produzentin
- 2019: Colours (Kurzfilm)
- 2021: Red Rocket
- 2024: Anora

## Auszeichnungen (Auswahl)
- 2024: British Independent Film Award in der Kategorie Bester Internationaler Independentfilm für Anora
- 2025: Independent-Spirit-Award-Nominierung in der Kategorie Bester Film für Anora
- 2025: BAFTA-Nominierung in der Kategorie Bester Film für Anora
- 2025: Oscar in der Kategorie Bester Film für Anora